# اوتخو وارقو
اوتخو وارقو (به اسپانیایی: Utkhu Warqu) یک کوه در پرو است که در Peru, Junín Region واقع شده‌است. اوتخو وارقو ۵٬۱۴۹ متر بالاتر از سطح دریا واقع شده‌است.